# Перфиловський
Перфиловський (рос. Перфиловский) — хутір у Фроловському районі Волгоградської області Російської Федерації.
Населення становить 158  осіб. Входить до складу муніципального утворення Терновське сільське поселення.

## Історія
Населений пункт розташований у межах українського історичного та культурного регіону Жовтий Клин.
Згідно із законом від 14 лютого 2005 року № 1002-ОД органом місцевого самоврядування є Терновське сільське поселення.

## Населення
| 2002 | 2010 |
| ---- | ---- |
| 195  | ↘158 |